# 大頭收穫蟻
大頭收穫蟻（學名：Messor capitatus）是收穫蟻屬的一種。该属包括约 40 个含有特化工蟻的物种（即專業為種子開殼的工蚁），分布于非洲、南欧和亚洲等地中海国家的干旱地区。 该物種被称为旧世界物种，因为它们是以杜福尔腺释放追踪信息素的，而並非毒腺。 该物種以單独觅食而闻名，工蟻独立出去采集食物，但有时也会集体觅食，形成不规则的列隊。 主要食物来源是种子，但也会吃植物和动物的残骸。

## 化学通讯
该物種是一种采集种子的蚂蚁，当它们找到食物源时，如果食物太大而无法独自搬回巢，它们就会回到巢穴去招募其他工蚁。蚂蚁会利用它们的胃从而留下一串化学物质，將食物到巢穴之間的路径标记出痕迹。一旦进入巢穴，它们就会进行行為展示，包括奔跑、身体振动、与巢穴同伴接触以及食物传递。然后巢穴里的同伴会兴奋起来，并沿着先前去覓食的工蚁留下的踪迹找到食物源，如果它们想招募更多的工蚁，它们还会用腹部留下一串化学物质来加强踪迹。侦察蚁用来铺设定位路线的化学物质是由杜福尔腺释放出来的。杜福尔腺释放的主要化合物是十三烷（28%）和正十九烷（26%）。该物種和沒食子收穫蟻（M.galla）是最先發現从杜福尔腺中释放出正十九烷超过一个痕量的物种。 这些腺体释放的化学物质在强化结束后还能再持续30分钟。 该物種会沿着杜福尔腺分泌物最常形成的路径行进，并会沿着该分泌物行进至路径的尽头。研究人员发现，即使分泌物来自不同的蚁群，工蚁仍然会毫不犹豫地追踪踪迹。它们也会跟随毒腺留下的痕迹，但在跟随痕迹的过程中会表现出攻击性行为，并且并不一定会跟随痕迹走到尽头。工蚁对用腹部分泌物留下的痕迹没有反应。 该物種还会在蚁巢周围被称为anal spots的地方分泌含有与工蚁角质层相同碳氢化合物的粪便，以便识别工蚁。这些anal spots分泌物有助于蚂蚁识别巢穴同伴或外来者。anal spots含有与角质层类似的碳氢化合物，因为这些碳氢化合物在近距离接触时会被检测出来，以确定另一只工蚁是否是蚁群成员，并帮助其他蚁群判断哪个巢是它们自己的。这些anal spots被发现含有60种不同的化合物，其中大部分是长链支链和直链碳氢化合物。anal spots中的化合物比例在不同的蚁羣之间都有所不同，这是区分它们的另一种方法。在大頭收穫蟻这個物種中，这些anal spots是由直肠囊产生的，而不是杜福尔腺。

## 觅食活动
大頭收穫蟻（Messor capitatus）、工匠收穫蟻（M. structor,）、针毛收穫蟻（M. aciculatus）和张氏收穫蟻（M. chamberlini）都属于收穫蟻，当发现大量食物供应时，它们可以在单独觅食和群体觅食之间切换。 当资源分散在广阔的区域时，这有助于物种独立觅食。如果在集中区域发现大量资源，那么这些物种的工蚁可以改变其行为来招募其他巢穴伙伴来帮助将资源带回巢穴。人们已经对该物種的觅食活动进行了研究，研究内容包括它们如何影响种子传播、优化收获以及觅食模式。 该物種会留下长而窄的痕迹，长度不超过10厘米宽，它们会沿着这些痕迹散播种子。 但在運輸中也会掉落10-15%的种子，这些种子会重新分布在裸露的土壤和低矮稀疏的植被栖息地中。它们很少在低矮、茂密和植被丰富的栖息地传播种子。 蚂蚁传播种子的作用很重要，因为它可以影响植被的生长方式，而放置在稀疏的植被中意味着种子在生长过程中將面临的竞争较少。据说该物種会通过观察种子大小来优化收获，并計算将种子单独带回巢穴的能量成本是否能为群体带来净收益。 是一个多态性物种，这意味着它们在该物种中具有较大的尺寸范围。为了优化收获，它们会分工合作，体型较大的蚂蚁将较重的食物带回巢穴，体型较小的蚂蚁搬运较轻的食物。它们也偏爱中等重量的种子，当种子直径约5-5.5毫米时约为400毫克。 人们发现現大頭收穫蟻会进行偷竊行为，从其他蚁群中偷取种子。它們会使用各种干扰策略来影响同属物種的觅食。 大頭收穫蟻对濒危植物牻牛儿苗属物種（Erodium paularense）的种子造成了严重的掠食。这种植物的果实中几乎不产生可存活的种子，而大頭收穫蟻只收获种子已完全发育的树木的果实。该物種对E. paularense种子的捕食率约为43.3%。 蚂蚁收集种子是由于其偏好以及种子和其他食物来源的可用性。

## 产雌雄蜂工蜂繁殖
在膜翅目社会性昆虫中，通常有一个能生育母后和不育的工蜂。该物種是少数能够拥有产雌单性生殖工蚁的物种之一，这意味着通过孤雌生殖，雌性由未受精的卵子产生。失去蚁后的大頭收穫蟻群可以让工蚁在失去母后的一个月内开始拥有卵巢，从而产下雌性，并在十个月后开始产下雄性繁殖蚁。这种性别的变化并不是由感染大多数昆虫的生殖寄生虫沃尔巴克氏体引起的。